# Postřekov
Postřekov – gmina w Czechach, w powiecie Domažlice, w kraju pilzneńskim. Według danych z dnia 1 stycznia 2013 liczyła 1 128 mieszkańców.
W miejscowości jest przystanek kolejowy Postřekov.